# Xaver Schlager
Xaver Schlager (* 28. September 1997 in Linz) ist ein österreichischer Fußballspieler. Der Mittelfeldspieler spielt bei RB Leipzig in der deutschen Bundesliga und ist für die österreichische Nationalmannschaft aktiv.

## Karriere

### Vereine
Xaver Schlager kam 2009 vom SC St. Valentin zum FC Red Bull Salzburg, wo er zunächst in der Jugendabteilung spielte. Ab 2011 durchlief er alle Jahrgänge in der Akademie der „Bullen“.
In der Winterpause 2014/15 wurde er Kooperationsspieler des FC Liefering in der zweiten Liga, um erste Erfahrungen im Profifußball zu sammeln. Am 27. Februar 2015 kam er unter Trainer Peter Zeidler beim 4:2-Auswärtssieg beim SC Austria Lustenau zu seinem ersten Einsatz für den FC Liefering. Er wurde in der 90. Spielminute für Martin Rasner eingewechselt. Am 4. August 2015 erzielte Schlager bei der 2:5-Niederlage gegen die Kapfenberger SV seinen ersten Treffer im Profifußball.
Am 20. Februar 2016 stand er beim 2:0-Heimsieg gegen den SCR Altach erstmals im Kader des FC Red Bull Salzburg, wurde aber nicht eingesetzt. Am 10. Mai 2016 stand Schlager beim 2:1-Auswärtssieg beim SV Grödig in der Startelf und durfte so sein Debüt in der österreichischen Bundesliga geben. Im Auswärtsspiel gegen den FC Admira Wacker Mödling erzielte er am 12. März 2017 den Ausgleich zum 1:1 und damit sein erstes Tor in der Bundesliga.
Xaver Schlager war Kapitän der U-19 des FC Red Bull Salzburg in der UEFA Youth League. In der Saison 2015/16 scheiterte das Team im Playoff an der AS Rom. 2016/17 qualifizierte sich sein Team für das Final-Four-Turnier in Nyon, nachdem es u. a. Manchester City, Paris Saint-Germain und Atlético Madrid besiegt hatte. Aufgrund einer Verletzung konnte er dort aber nicht spielen.
Zur Saison 2019/20 wechselte er nach Deutschland zum VfL Wolfsburg, bei dem er einen bis Juni 2023 laufenden Vertrag erhielt. Am dritten Spieltag zog sich der Mittelfeldspieler ohne Fremdeinwirkung einen Knöchelbruch zu und fiel damit zunächst verletzt aus. Am 12. Spieltag konnte er mit einem Kurzeinsatz gegen Eintracht Frankfurt sein Comeback geben und am 15. beim 2:1-Sieg gegen Borussia Mönchengladbach für den VfL Wolfsburg sein erstes Bundesligator erzielen. Im August 2021 zog er sich einen Kreuzbandriss zu und musste operiert werden.
Zur Saison 2022/23 schloss er sich dem Ligakonkurrenten RB Leipzig an und erhielt dort einen Vierjahresvertrag bis 2026. Anfang März erlitt Schlager eine Verletzung am Syndesmoseband im rechten Sprunggelenk und musste sich erneut einer Operation unterziehen.

### Nationalmannschaft
Am 30. April 2013 durfte Schlager unter Teamchef Rupert Marko beim 1:0-Sieg im Freundschaftsspiel gegen die Alterskollegen aus Ungarn sein Debüt in der österreichischen U-16-Nationalmannschaft geben. Er wurde in der 74. Spielminute für Simon Pirkl eingewechselt. Dem folgte bei der 0:1-Niederlage im Rückspiel am 2. Mai 2013 ein weiterer Einsatz in der zweiten Spielhälfte. Ebenfalls unter Rupert Marko erfolgten danach fünf Einsätze in der österreichischen U-17-Nationalmannschaft.
Unter Teamchef Hermann Stadler bestritt Schlager acht Spiele in der österreichischen U-19-Nationalmannschaft. Darunter die Qualifikation und die Endrunde zur U-19-Europameisterschaft 2015 sowie die Qualifikation zur U-19-Europameisterschaft 2016. Dabei erzielte er am 14. November 2015 im beim 2:0-Sieg gegen Wales seinen ersten Treffer im Teamtrikot.
Am 30. März 2015 debütierte er unter Andreas Heraf in einem freundschaftlichen Länderspiel für die österreichische U-20-Auswahl gegen Mexiko. Für die U-21 wurde er im August für die Länderspiele gegen Russland und Finnland in den Kader berufen. Im November 2016 verpasste er mit der Mannschaft in den Playoff-Spielen die Qualifikation zur U-21-EM in Polen 2017.
Im März 2018 wurde der Mittelfeldspieler erstmals in den Kader der A-Nationalmannschaft berufen. Sein Debüt im Nationalteam gab er im selben Monat, als er im Testspiel gegen Slowenien in der 90. Minute für Julian Baumgartlinger eingewechselt wurde. Sein erstes Tor für die Nationalmannschaft erzielte er am 18. November 2018 beim Nations-League-Spiel gegen Nordirland. Schlager traf zur österreichischen 1:0-Führung. Im Mai 2021 wurde er in den vorläufigen Kader Österreichs für die EM 2021 berufen und schaffte es schlussendlich auch in den endgültigen Kader, mit dem er bis zum Achtelfinale kam. Während des Turniers kam er in allen vier Partien Österreichs zum Einsatz.

## Sonstiges
Gemeinsam mit einem Geschäftspartner erwarb er im St. Valentiner Stadtteil Langenhart das Gasthaus Dorfrichter.

## Erfolge
FC Red Bull Salzburg
- Österreichischer Meister (4): 2016, 2017, 2018, 2019
- Österreichischer Cupsieger (3): 2016, 2017, 2019
- UEFA Youth League: 2017

RB Leipzig
- DFB-Pokal-Sieger: 2023
- DFL-Supercup-Sieger: 2023